# La Dispute (Band)
La Dispute ist eine US-amerikanische Post-Hardcore-Band. Sie wurde 2004 in Grand Rapids in Michigan gegründet und ist neben Defeater, Touché Amoré, Pianos Become the Teeth und Make Do and Mend eines der fünf Mitglieder der selbsternannten Bewegung The Wave, kurz für The New Wave of Post-Hardcore. Sie stand bei No Sleep Records unter Vertrag, bevor sie ihr eigenes Label Better Living gründete.

## Geschichte
Die Band wurde 2004 von Jordan Dreyer, Brad Vander Lugt, Kevin Whittemore, Derek Sterenberg und Adam Kool in Grand Rapids (Michigan) gegründet. Die Band wurde nach dem gleichnamigen Theaterstück von Pierre de Marivaux benannt, welches Dreyer sah, als er mit dem Schreiben von Songs begann.
Zwei Jahre nach Gründung der Band wurden Derek Sterenberg und Adam Kool durch Chad Sterenberg und Adam Vass ersetzt. Am 14. April 2008 wurde ihre Debüt-EP Vancouver durch ihr damaliges Label Friction Records veröffentlicht.
Im Frühjahr 2008 unterschrieben sie beim Label No Sleep Records. Dort wurde am 11. November 2008 ihr Debüt-Album Somewhere at the Bottom of the River Between Vega and Altair veröffentlicht. Von April bis Mai 2010 tourten sie als Vorband von Alexisonfire. Am 14. September 2010 erschien ihre Split-EP zusammen mit Touché Amoré.
Am 3. Mai veröffentlichte La Dispute eine weitere Split-EP, diesmal mit dem Singer-Songwriter Koji, sie trägt den Titel Never Come Undone. Danach tourten sie mit Make Do and Mend durch Kanada. Anschließend folgte mit Touché Amoré und der norwegischen Hardcore-Punk-Band Death Is Not Glamorous eine Europa-Tour. Am 4. Oktober 2011 erschien das zweite Album Wildlife, die Songs The Most Beautiful Bitter Fruit und Harder Harmonies waren jedoch schon vorher digital erhältlich. Es folgten mehrere Tourneen in Amerika, Europa und Asien.
Am 14. Januar 2014 wurde die Titelliste des neuen Albums sowie das Lied Stay Happy There veröffentlicht, einen Monat später folgte ein Video zu For Mayor In Splitsville. Das dritte Studioalbum Rooms of the House erschien am 21. März 2014. Im April verließ Gitarrist Kevin Whittemore die Band.

## Stil
Der musikalische Stil von La Dispute wird als Jazz-, Blues- und Spoken-Word-beeinflusster Post-Hardcore beschrieben, der Elemente von Screamo, Progressive Rock, Post-Rock und Hardcore-Punk beinhaltet. Stilistisch werden Spoken-Word-Passagen in die intensive Musik integriert unter Verwendung komplexer Texte, wobei Dreyers Stimme als Ausdrucksform zwischen Singen und Schreien wechselt, um die Emotionen von Musik und Text hervorzuheben und zu ergänzen.  Die Instrumentierung der Band wird als „beinahe Shoegazing mit dröhnenden Gitarren, die den verzerrten Bass ergänzen“ angesehen, und dies verbindet sich mit ihrer Musik, die wie „Tagebucheinträge; gesprochene und geschrieene Worttexte, die von Moll-Akkordharmonien begleitet werden“.
Die Musik auf ihrem ersten Album Somewhere at the Bottom of the River Between Vega and Altair gilt als eine Mischung aus Punk, Progressive Rock, Emo und Metalcore.

## Diskografie

### Alben
- 2008: Somewhere at the Bottom of the River Between Vega and Altair (No Sleep Records)
- 2011: Wildlife (No Sleep Records)
- 2014: Rooms of the House (Better Living)
- 2019: Panorama (Epitaph Records)

### EPs
- 2006: Vancouver (Friction Records)
- 2008: Untitled 7 (Forest Life Records)
- 2008: Here, Hear. (Forest Life Records)
- 2008: Here, Hear II. (No Sleep Records)
- 2009: Here, Hear III. (Selbstveröffentlichung)
- 2010: Searching for a Pulse / The Worth of the World (Split-EP mit Touché Amoré) (No Sleep Records)
- 2011: Never Come Undone (Split-EP mit Koji) (No Sleep Records)
- 2012: Violitionist Sessions

### Videoalben
- 2015: Tiny Dots

### Musikvideos
- 2014: For Mayor in Splitsville